# Władcy Danii
Dania miała od X wieku ponad pięćdziesięciu władców, wyliczonych poniżej.

## Władcy Danii (do X wieku)
Do X wieku – zobacz hasło legendarni władcy Danii.

## KrólestwoDanii(X wiek – 1397)

### Skjoldungowie
| # | Imię                                     |          | Lata życia | Lata życia                    | Czas rządów       | Czas rządów       | Rodzice                          |
| # | Imię                                     | Urodzony | Zmarł      | Od                            | Do                |                   | Rodzice                          |
| - | ---------------------------------------- | -------- | ---------- | ----------------------------- | ----------------- | ----------------- | -------------------------------- |
| 1 | Gorm Stary Gorm den Gamle                |          | ?          | ok. 958                       | ?                 | ok. 958           | Kanut I ?                        |
| 2 | Harald I Sinozęby Harald 1. Blåtand      |          | ok. 911    | 1 listopada 987               | ok. 958           | 987               | Gorm Stary Tyra Danebod          |
| 3 | Swen I Widłobrody Svend 1. Tveskæg       |          | ok. 960    | 3 lutego 1014 Gainsborough    | 987               | 3 lutego 1014     | Harald Sinozęby Tofa obodrycka   |
| 4 | Harald II Harald 2.                      |          | 996/8      | 1018                          | 3 lutego 1014     | 1018 (?)          | Swen Widłobrody Sygryda Storråda |
| 5 | Kanut II Wielki Knud 2. den Store        |          | ok. 995    | 12 listopada 1035 Shaftesbury | 1019              | 12 listopada 1035 | Swen Widłobrody Sygryda Storråda |
| 6 | Kanut III (Hardekanut) Knud 3. Hardeknud |          | 1018       | 8 czerwca 1042 Lambeth        | 12 listopada 1035 | 8 czerwca 1042    | Kanut II Wielki Emma z Normandii |

### Ynglingowie
| # | Imię                         |          | Lata życia | Lata życia           | Czas rządów | Czas rządów          | Rodzice                           |
| # | Imię                         | Urodzony | Zmarł      | Od                   | Do          |                      | Rodzice                           |
| - | ---------------------------- | -------- | ---------- | -------------------- | ----------- | -------------------- | --------------------------------- |
| 7 | Magnus Dobry Magnus den Gode |          | 1024       | 25 października 1047 | 1042        | 25 października 1047 | Olaf II Święty Astrid Olofsdatter |

### Estrydsenidzi
| #                     | Imię                                        |          | Lata życia       | Lata życia                       | Czas rządów       | Czas rządów          | Rodzice                                      |
| #                     | Imię                                        | Urodzony | Zmarł            | Od                               | Do                |                      | Rodzice                                      |
| --------------------- | ------------------------------------------- | -------- | ---------------- | -------------------------------- | ----------------- | -------------------- | -------------------------------------------- |
| 8                     | Swen II Estrydsen Svend 2. Estridsen        |          | ok. 1019         | 28 kwietnia 1076                 | 1047              | 28 kwietnia 1076     | Ulf Estryda Małgorzata                       |
| 9                     | Harald III Hein Harald 3. Hen               |          | ok. 1041         | 17 kwietnia 1080                 | 1076              | 17 kwietnia 1080     | Swen II Estrydsen Elżbieta Jarosławówna      |
| 10                    | Kanut IV Święty Knud 4. den Hellige         |          | ok. 1043         | 10 lipca 1086 Odense             | 17 kwietnia 1080  | 10 lipca 1086        | Swen II Estrydsen Elżbieta Jarosławówna      |
| 11                    | Olaf I Głód Oluf 1. Hunger                  |          | ok. 1050         | 18 sierpnia 1095                 | 10 lipca 1086     | 18 sierpnia 1095     | Swen II Estrydsen Elżbieta Jarosławówna      |
| 12                    | Eryk I Zawsze Dobry Erik 1. Ejegod          |          | ok. 1055         | 10 lipca 1103 Pafos              | 18 sierpnia 1095  | 10 lipca 1103        | Swen II Estrydsen Elżbieta Jarosławówna      |
| 13                    | Mikołaj Stary Niels                         |          | ok. 1065         | 25 czerwca 1134 Szlezwik         | 1104              | 25 czerwca 1134      | Swen II Estrydsen Elżbieta Jarosławówna      |
| 14                    | Eryk II Pamiętny Erik 2. Emune              |          | ok. 1100         | 18 września 1137 Ribe            | 25 czerwca 1134   | 18 września 1137     | Eryk I Zawsze Dobry ???                      |
| 15                    | Eryk III Jagnię Erik 3. Lam                 |          | ok. 1120         | 27 sierpnia 1146 Odense          | 1137              | 1146                 | Haakon Sunnivasson Ragnhilda Duńska          |
| 16                    | Swen III Grade Svend 3. Grathe              |          | ok. 1125         | 23 października 1157 Grathe Hede | 1146              | 23 października 1157 | Eryk II Pamiętny Thunna                      |
| 17                    | Kanut V Knud 5.                             |          | ok. 1129         | 9 sierpnia 1157 Roskilde         | 1146              | 9 sierpnia 1157      | Magnus Silny Ryksa Piastówna                 |
| 18                    | Waldemar I Wielki Valdemar 1. den Store     |          | 14 stycznia 1131 | 12 maja 1182 Ringsted            | 1154              | 12 maja 1182         | Kanut Lavard Ingeborga Nowogrodzka           |
| 19                    | Kanut VI Knud 6.                            |          | 1163             | 12 listopada 1202 Ringsted       | 12 maja 1182      | 12 listopada 1202    | Waldemar I Wielki Zofia Rurykowiczówna       |
| 20                    | Waldemar II Zwycięski Valdemar 2. Sejr      |          | 28 czerwca 1170  | 28 marca 1241 Vordingborg        | 12 listopada 1202 | 28 marca 1241        | Waldemar I Wielki Zofia Włodzimierzówna      |
| –                     | Waldemar Młodszy Valdemar den Unge Koregent |          | ok. 1209         | 28 listopada 1231                | 1215              | 1231                 | Waldemar II Zwycięski Małgorzata Dagmara     |
| 21                    | Eryk IV Denar od Pługa Erik 4. Plovpenning  |          | 1216 Kopenhaga   | 10 sierpnia 1250 Kopenhaga       | 28 marca 1241     | 10 sierpnia 1250     | Waldemar II Zwycięski Berengaria Portugalska |
| 22                    | Abel                                        |          | 1218             | 29 czerwca 1252 Oedensworth      | 10 sierpnia 1250  | 29 czerwca 1252      | Waldemar II Zwycięski Berengaria Portugalska |
| 23                    | Krzysztof I Christoffer 1.                  |          | 1219             | 29 maja 1259 Ribe                | 29 czerwca 1252   | 29 maja 1259         | Waldemar II Zwycięski Berengaria Portugalska |
| 24                    | Eryk V Glipping Erik 5. Glipping            |          | 1249 Lolland     | 22 listopada 1286 Viborg         | 29 maja 1259      | 22 listopada 1286    | Krzysztof I Małgorzata Sambiria              |
| 25                    | Eryk VI Menved Erik 6. Menved               |          | 1274             | 13 listopada 1319                | 22 listopada 1286 | 13 listopada 1319    | Eryk Glipping Agnieszka brandenburska        |
| 26                    | Krzysztof II Christoffer 2.                 |          | 29 września 1276 | 2 sierpnia 1332 Sorø             | 1320              | 1326                 | Eryk Glipping Agnieszka brandenburska        |
| 27                    | Waldemar III Valdemar 3.                    |          | ok. 1314         | 1364                             | 1326              | 1329                 | Eryk II ze Szlezwika Adelajda z Holsztynu    |
| (26)                  | Krzysztof II Christoffer 2.                 |          | 29 września 1276 | 2 sierpnia 1332 Sorø             | 1329              | 2 sierpnia 1332      | Eryk Glipping Agnieszka brandenburska        |
| Bezkrólewie 1332–1340 |                                             |          |                  |                                  |                   |                      |                                              |
| 28                    | Waldemar IV Atterdag Valdemar 4. Atterdag   |          | ok. 1320         | 24 października 1375 zamek Gurre | 24 czerwca 1340   | 24 października 1375 | Krzysztof II Eufemia pomorska                |

### Folkungowie
| #  | Imię            |          | Lata życia    | Lata życia       | Czas rządów | Czas rządów      | Rodzice                |
| #  | Imię            | Urodzony | Zmarł         | Od               | Do          |                  | Rodzice                |
| -- | --------------- | -------- | ------------- | ---------------- | ----------- | ---------------- | ---------------------- |
| 29 | Olaf II Oluf 2. |          | grudzień 1370 | 23 sierpnia 1387 | 3 maja 1375 | 23 sierpnia 1387 | Haakon VI Małgorzata I |

### Estrydsenidzi
| #  | Imię                                                            |                  | Lata życia       | Lata życia                     | Czas rządów          | Czas rządów      | Rodzice                                |
| #  | Imię                                                            | Urodzony         | Zmarł            | Od                             | Do                   |                  | Rodzice                                |
| -- | --------------------------------------------------------------- | ---------------- | ---------------- | ------------------------------ | -------------------- | ---------------- | -------------------------------------- |
| –  | Małgorzata I Margrete 1. Regentka od 1387 samodzielna władczyni |                  | 1353 Vordingborg | 28 października 1412 Flensburg | 3 maja 1375          | 23 sierpnia 1387 | Waldemar Atterdag Jadwiga ze Szlezwiku |
| 30 | Małgorzata I Margrete 1. Regentka od 1387 samodzielna władczyni | 23 sierpnia 1387 | 1353 Vordingborg | 28 października 1412 Flensburg | 28 października 1412 |                  | Waldemar Atterdag Jadwiga ze Szlezwiku |

## Unia kalmarska(1397–1523)

### Gryfici
| #  | Imię                                 |          | Lata życia              | Lata życia              | Czas rządów     | Czas rządów   | Rodzice                          |
| #  | Imię                                 | Urodzony | Zmarł                   | Od                      | Do              |               | Rodzice                          |
| -- | ------------------------------------ | -------- | ----------------------- | ----------------------- | --------------- | ------------- | -------------------------------- |
| 31 | Eryk VII Pomorski Erik 7. af Pommern |          | 11 czerwca 1382 Darłowo | 16 czerwca 1459 Darłowo | 17 czerwca 1396 | 1439 Usunięty | Warcisław VII Maria Meklemburska |

### Wittelsbachowie
| #  | Imię                                            |          | Lata życia              | Lata życia                  | Czas rządów     | Czas rządów     | Rodzice                                             |
| #  | Imię                                            | Urodzony | Zmarł                   | Od                          | Do              |                 | Rodzice                                             |
| -- | ----------------------------------------------- | -------- | ----------------------- | --------------------------- | --------------- | --------------- | --------------------------------------------------- |
| 32 | Krzysztof III Bawarski Christoffer 3. af Bayern |          | 26 lutego 1416 Neumarkt | 5 stycznia 1448 Helsingborg | 9 kwietnia 1440 | 5 stycznia 1448 | Jan Wittelsbach (Pfalz-Neumarkt) Katarzyna pomorska |

### Oldenburgowie
| #  | Imię                      |          | Lata życia                       | Lata życia                  | Czas rządów      | Czas rządów      | Rodzice                                    |
| #  | Imię                      | Urodzony | Zmarł                            | Od                          | Do               |                  | Rodzice                                    |
| -- | ------------------------- | -------- | -------------------------------- | --------------------------- | ---------------- | ---------------- | ------------------------------------------ |
| 33 | Chrystian I Christian 1.  |          | luty 1426 Oldenburg              | 21 maja 1481 Kopenhaga      | 1 września 1448  | 21 maja 1481     | Dietrich Oldenburg Jadwiga von Schauenburg |
| 34 | Jan Hans                  |          | 2 lutego 1455 Aalborg            | 20 lutego 1513 Aalborg      | 21 maja 1481     | 20 lutego 1513   | Chrystian I Oldenburg Dorota brandenburska |
| 35 | Chrystian II Christian 2. |          | 1 lipca 1481 Nyborg              | 25 stycznia 1559 Kalundborg | 22 lipca 1513    | 20 stycznia 1523 | Jan II Oldenburg Krystyna Saska            |
| 36 | Fryderyk I Frederik 1.    |          | 7 października 1471 Haderslevhus | 10 kwietnia 1533 Gottorp    | 14 kwietnia 1523 | 6 czerwca 1523   | Chrystian I Oldenburg Dorota brandenburska |

## Królestwo Danii i Norwegii(1523–1814)

### Oldenburgowie
| #                                           | Imię                       |          | Lata życia                       | Lata życia                      | Czas rządów          | Czas rządów          | Rodzice                                                         |
| #                                           | Imię                       | Urodzony | Zmarł                            | Od                              | Do                   |                      | Rodzice                                                         |
| ------------------------------------------- | -------------------------- | -------- | -------------------------------- | ------------------------------- | -------------------- | -------------------- | --------------------------------------------------------------- |
| (36)                                        | Fryderyk I Frederik 1.     |          | 7 października 1471 Haderslevhus | 10 kwietnia 1533 Gottorp        | 6 czerwca 1523       | 10 kwietnia 1533     | Chrystian I Oldenburg Dorota brandenburska                      |
| Bezkrólewie 10 kwietnia 1533 – 4 lipca 1534 |                            |          |                                  |                                 |                      |                      |                                                                 |
| 37                                          | Chrystian III Christian 3. |          | 12 sierpnia 1503 Gottorp         | 1 stycznia 1559 Koldynga        | 4 lipca 1534         | 1 stycznia 1559      | Fryderyk I Oldenburg Anna Hohenzollern                          |
| 38                                          | Fryderyk II Frederik 2.    |          | 1 lipca 1534 Hadersleben         | 4 kwietnia 1588 Antvorskov      | 1 stycznia 1559      | 4 kwietnia 1588      | Chrystian III Oldenburg Dorota von Sachsen-Lauenburg            |
| 39                                          | Chrystian IV Christian 4.  |          | 12 kwietnia 1577 Frederiksborg   | 28 lutego 1648 Kopenhaga        | 4 kwietnia 1588      | 28 lutego 1648       | Fryderyk II Oldenburg Zofia von Mecklemburg-Schwerin            |
| 40                                          | Fryderyk III Frederik 3.   |          | 18 marca 1609 Haderslev          | 19 lutego 1670 Kopenhaga        | 28 lutego 1648       | 19 lutego 1670       | Chrystian IV Oldenburg Anna Katarzyna Brandenburska             |
| 41                                          | Chrystian V Christian 5.   |          | 15 kwietnia 1646 Flensburg       | 25 sierpnia 1699 Kopenhaga      | 19 lutego 1670       | 25 sierpnia 1699     | Fryderyk III Oldenburg Zofia Amelia Brunswick-Lüneburg          |
| 42                                          | Fryderyk IV Frederik 4.    |          | 11 października 1671 Kopenhaga   | 12 października 1730 Odense     | 25 sierpnia 1699     | 12 października 1730 | Chrystian V Oldenburg Charlotta Amelia von Hessen-Kassel        |
| 43                                          | Chrystian VI Christian 6.  |          | 30 listopada 1699 Kopenhaga      | 6 sierpnia 1746 Hørsholm        | 12 października 1730 | 6 sierpnia 1746      | Fryderyk IV Oldenburg Ludwika Meklemburska                      |
| 44                                          | Fryderyk V Frederik 5.     |          | 31 marca 1723 Kopenhaga          | 13 stycznia 1766 Christiansborg | 6 sierpnia 1746      | 13 stycznia 1766     | Chrystian VI Oldenburg Zofia Magdalena von Brandenburg-Kulmbach |
| 45                                          | Chrystian VII Christian 7. |          | 29 stycznia 1749 Kopenhaga       | 13 marca 1808 Rendsburg         | 13 stycznia 1766     | 13 marca 1808        | Fryderyk V Oldenburg Ludwika Hanowerska                         |
| 46                                          | Fryderyk VI Frederik 6.    |          | 28 stycznia 1768 Kopenhaga       | 12 marca 1839 Kopenhaga         | 13 marca 1808        | 14 stycznia 1814     | Chrystian VII Oldenburg Karolina Matylda Hanowerska             |

## Królestwo Danii(od 1814)

### Oldenburgowie
| #    | Imię                        |          | Lata życia                    | Lata życia                   | Czas rządów      | Czas rządów       | Rodzice                                                               |
| #    | Imię                        | Urodzony | Zmarł                         | Od                           | Do               |                   | Rodzice                                                               |
| ---- | --------------------------- | -------- | ----------------------------- | ---------------------------- | ---------------- | ----------------- | --------------------------------------------------------------------- |
| (46) | Fryderyk VI Frederik 6.     |          | 28 stycznia 1768 Kopenhaga    | 12 marca 1839 Kopenhaga      | 14 stycznia 1814 | 12 marca 1839     | Chrystian VII Oldenburg Karolina Matylda Hanowerska                   |
| 47   | Chrystian VIII Christian 8. |          | 18 września 1786 Kopenhaga    | 20 stycznia 1848 Kopenhaga   | 12 marca 1839    | 20 stycznia 1848  | Fryderyk Oldenburg Zofia z Meklemburgii-Schwerinu                     |
| 48   | Fryderyk VII Frederik 7.    |          | 6 października 1808 Kopenhaga | 15 listopada 1863 Glücksburg | 20 stycznia 1848 | 15 listopada 1863 | Chrystian VIII Oldenburg Charlotta Fryderyka z Meklemburgii-Schwerinu |

### Oldenburgowie, linia Szlezwik-Holsztyn-Sonderburg-Glüksburg
| #  | Imię                       |          | Lata życia                      | Lata życia                 | Czas rządów       | Czas rządów      | Rodzice                                                                                       |
| #  | Imię                       | Urodzony | Zmarł                           | Od                         | Do                |                  | Rodzice                                                                                       |
| -- | -------------------------- | -------- | ------------------------------- | -------------------------- | ----------------- | ---------------- | --------------------------------------------------------------------------------------------- |
| 49 | Chrystian IX Christian 9.  |          | 8 kwietnia 1818 Gottorp         | 29 stycznia 1906 Kopenhaga | 15 listopada 1863 | 29 stycznia 1906 | Fryderyk Wilhelm ze Szlezwika-Holsztynu-Sonderburga-Glücksburga Luiza Karolina z Hesji-Kassel |
| 50 | Fryderyk VIII Frederik 8.  |          | 3 czerwca 1843 Kopenhaga        | 14 maja 1912 Hamburg       | 29 stycznia 1906  | 14 maja 1912     | Chrystian IX Luiza z Hesji-Kassel                                                             |
| 51 | Chrystian X Christian 10.  |          | 26 września 1870 Kopenhaga      | 20 kwietnia 1947 Kopenhaga | 14 maja 1912      | 20 kwietnia 1947 | Fryderyk VIII Duński Luiza Bernadotte                                                         |
| 52 | Fryderyk IX Frederik 9.    |          | 11 marca 1899 Schloss Sorgenfri | 14 stycznia 1972 Kopenhaga | 20 kwietnia 1947  | 14 stycznia 1972 | Chrystian X Glücksburg Aleksandra Mecklenburg-Schwerin                                        |
| 53 | Małgorzata II Margrethe 2. |          | 16 kwietnia 1940 Kopenhaga      |                            | 14 stycznia 1972  | 14 stycznia 2024 | Fryderyk IX Duński Ingrid Bernadotte                                                          |
| 54 | Fryderyk X Frederik 10.    |          | 26 maja 1968 Kopenhaga          |                            | 14 stycznia 2024  |                  | Henryk Małgorzata II                                                                          |

## Następca tronu
| # | Imię                |          | Lata życia           | Lata życia | Następca tronu   | Następca tronu | Rodzice          |
| # | Imię                | Urodzony | Zmarł                | Od         | Do               |                | Rodzice          |
| - | ------------------- | -------- | -------------------- | ---------- | ---------------- | -------------- | ---------------- |
| – | Chrystian Christian |          | 15 października 2005 |            | 14 stycznia 2024 |                | Fryderyk X Maria |